# Haakjeswants
De haakjeswants (Podops inuncta) of Podops inunctus, ook wel haakjesschildwants genoemd, is een kleine, bruine wants uit de schildwantsenfamilie Pentatomidae.

## Uiterlijk
De kleine schildwants kan een lengte van 5 tot 6 mm bereiken en heeft een bruin-beige kleur. Opvallend bij deze wants is dat het scutellum helemaal tot achteraan het achterlijf loopt en er dus geen transparant gedeelte van de vleugels zichtbaar is, zoals bij de meeste schildwantsen. 
Uniek zijn ook de haakvormige uitsteeksels naast de kop aan de voorrand van het borststuk, waar het dier zijn Nederlandse bijnaam aan heeft te danken.

## Verspreiding en levenswijze
De wants komt in heel Europa voor is in Nederland vrij algemeen. Het dier is te vinden in droge en vochtige habitats op grasrijke zandgronden en
leeft bij voorkeur op de grond. Er is een enkele generatie per jaar, de volwassen dieren paren in de lente en aan het begin van de zomer worden 
de eitjes gelegd. De nimfen voeden zich met diverse grassoorten. De wants zuigt met de steeksnuit of rostrum sappen 
uit bladeren en wortels.